# 波波·笠臣
布萊恩·史丹利·笠臣（英語：Bryan Stanley Robson），更為人所知稱為波波·笠臣（英語：Pop Robson） (1945年11月11日—) 是一名前英格蘭足球運動員，司職中鋒。 他曾效力於紐卡素、韋斯咸、新特蘭、車路士和卡素爾，在674場聯賽中射入265球。波波·笠臣還為英格蘭U23上陣一場。

## 職業生涯

### 早期生涯
笠臣出生於新特蘭對衡郡，年輕時曾效力於克拉拉谷青年軍。笠臣的進入正式球員生涯的首個球會是紐卡素，在那裡他贏得1964-65年的乙組聯賽冠軍和1969年國際城市博覽會盃，與威爾士球員溫·戴維斯成為富有成效的球場上最佳伯檔。

### 韋斯咸及新特蘭
1971年2月，他以120,000英鎊的身價簽約成為韋斯咸的創最高轉會費紀錄球員。1971年2月24日，他在對陣諾定咸森林時首次為球隊上陣並入球。他在厄普頓公園的三個賽季中有兩個賽季是韋斯咸的首席射手。
1974年7月，他以145,000英鎊的身價返回東北部加盟新特蘭。
1976年10月，他重新加盟韋斯咸。在韋斯咸的兩個賽季中，他上陣254場，射入104球。1979年6月，他以45,000英鎊的身價回到洛加公園，並最終在三個不同的時期為新特蘭效力 ，他的入球兩次幫助他們升班上甲組，分別是1976年乙組聯賽冠軍和1980年乙組聯賽亞軍。

### 卡素爾與車路士
波波·笠臣被卡素爾和車路士簽入為球員/教練，並在此後他第三次效力新特蘭。1983-84賽季，他甚至在萊恩·阿舒爾斯特|Len Ashurst}}到來上任之前擔任一場比賽的看守領隊。1982年，卡素爾在年輕的彼得·比士利和笠臣二人組成的鋒線帶領下成功晉級乙組聯賽。

### 新特蘭和卡素爾的第三次加盟
新特蘭球迷永遠記得笠臣是因為他在1983-84賽季最後一天對李斯特城的護級努力。在38歲零182天被召回前線時，他射入一球亦是他在新特蘭的最後一個入球，以2-0的比分令球隊成功護級。在笠臣於球會的三場比賽中，他一共出場174次（後備入替出場10次）和射入67球。1984年，在艾倫·德班被解僱後，他還以看守領隊的身份管理球隊踢了一場比賽。
笠臣最終在第三次加盟卡素爾後完成他的足球生涯，總共在聯賽出場674場，射入265球。笠臣在離開卡素爾後曾短暫效力非聯賽球會的蓋茨黑德，在1985-86賽季為球會效力期間射入一球.。

## 個人生活
波波·笠臣與前英格蘭國際乒乓球運動員莫琳·赫佩爾結婚。

## 領隊生涯
在完成與卡素爾的球會生涯後，他曾在哈特爾普爾、曼聯、列斯聯和新特蘭擔任教練，直到2004年5月。2011年7月，波波·笠臣作為新的首席球探加入他的前球會新特蘭。2013年4月，新特蘭的董事長兼老闆埃利斯·肖特解雇波波·笠臣及其整個球探網絡。